# Калиновка (Чебаркульский район)
Калиновка — деревня в Чебаркульском районе Челябинской области России. Входит в состав Кундравинского сельского поселения.

## География
Деревня находится в центральной части Челябинской области, в лесостепной зоне, вблизи истока реки Куртмак, на расстоянии примерно 28 километров (по прямой) к юго-востоку от города Чебаркуль, административного центра района. Абсолютная высота — 292 метра над уровнем моря.
Часовой пояс
Деревня Калиновка, как и вся Челябинская область, находится в часовой зоне МСК+2. Смещение применяемого времени относительно UTC составляет +5:00.

## Население
| 2002 | 2010 |
| ---- | ---- |
| 22   | ↗26  |

Гендерный состав
По данным Всероссийской переписи населения 2010 года в гендерной структуре населения мужчины составляли 46,2 %, женщины — соответственно 53,8 %.
Национальный состав
Согласно результатам переписи 2002 года, в национальной структуре населения русские составляли 77 %.

## Улицы
Уличная сеть деревни состоит из трёх улиц.